# Amblyrhiza inundata
La hutia gigante dai denti ottusi (Amblyrhiza inundata) è un roditore estinto, appartenente agli istricomorfi. Visse tra il Pleistocene superiore e l'Olocene (circa 75.000 - 6.000 anni fa) e i suoi resti fossili sono stati ritrovati nelle Antille (Anguilla e Saint Martin). È uno dei più grandi roditori noti.

## Descrizione
Questo animale è noto principalmente per parti di cranio, resti della dentatura e frammenti dello scheletro postcranico, ed è quindi impossibile una ricostruzione dettagliata. Di certo era un animale gigantesco: alcuni resti fossili indicano che vi furono esemplari in grado di raggiungere i 200 chilogrammi di peso (Biknevicus et al., 1993). Amblyrhiza era quindi grande quanto un orso baribal attuale, e molto più grande del capibara, il maggior roditore vivente. Amblyrhiza non fu il più grande fra i roditori (superato da Phoberomys e Josephoartigasia), ma finora è il più grande roditore vissuto su un'isola.
L'aspetto di Amblyrhiza doveva forse richiamare quello delle odierne hutie, roditori tuttora presenti nelle isole caraibiche; la struttura, in ogni caso, doveva essere molto più massiccia. I molari di Amblyrhiza erano piatti, privi di cuspidi distinte e multilamellari, ovvero dotati di bande trasversali atte a triturare.

## Classificazione
I primi fossili di questo animale vennero ritrovati nel 1868 in una caverna nell'isola di Anguilla, nelle Indie Occidentali. Non è chiaro quale fosse la caverna di provenienza (forse la Cavannagh Cave), ma gli esemplari vennero raccolti insieme a una grande quantità di terriccio, pietra calcarea e breccia che doveva servire da fertilizzante. Il materiale venne portato a Filadelfia, dove stava per essere utilizzato per uso commerciale, quando Henry Waters, il proprietario, si accorse della presenza di ossa all'interno del terriccio. Venne quindi contattato il paleontologo Edward Drinker Cope, che studiò i fossili e determinò che appartenevano a un gigantesco roditore estinto, sconosciuto fino a quel momento: Amblyrhiza inundata.
Negli anni successivi, Cope ebbe modo di esaminare altri campioni provenienti dalle stesse zone e descrisse ulteriori roditori giganti, tutti appartenenti al genere Loxomylus (L. latidens, L. longidens, L. quadrans). Nel 1883 lo studioso si rese conto che i due generi erano identici, ma solo nel 1933 una revisione del materiale operata da Antje Schreuder permise di comprendere che la sola specie valida era quella originale, A. inundata.
Amblyrhiza fa parte di un gruppo di roditori noti come Heptaxodontidae, probabilmente un insieme parafiletico ma dalle caratteristiche simili, di cui fanno parte roditori di enorme taglia, di cui il più grande fu proprio Amblyrhiza. Gli eptaxodontidi non godono di una classificazione ben chiara e anche le loro origini sono misteriose; in ogni caso appartengono al gruppo dei caviomorfi nel sottordine degli istricognati.

## Paleobiogeografia
Quando Cope descrisse questo animale, eresse l'epiteto specifico inundata. Ciò è dovuto alla sua convinzione che questo roditore migrò sulle isole di Anguilla e Saint Martin attraverso "ponti" terrestri, successivamente sommersi (da qui inundata). Prove geologiche indicano invece che le Antille Minori, nel corso del Pleistocene, formavano un'isola più grande, probabilmente a causa di un più basso livello marino (McFarlane et al., 1998). Amblyrhiza è, in ogni caso, un eccezionale esempio di gigantismo insulare.
Amblyrhiza, inoltre, offre un interessante esempio di variabilità intraspecifica, in particolare per quanto riguarda la taglia corporea: si calcola che alcuni esemplari adulti dovessero avere un peso di circa 75 chilogrammi, mentre altri raggiungevano i 200 chilogrammi (McFarlane et al., 1998).